# Кипчак-Аскарово
Кипча́к-Аска́рово, также Кыпса́к-Аска́р (баш. Ҡыпсаҡ-Асҡар) — село в Кипчак-Аскаровском сельсовете муниципального района Альшеевский район Республики Башкортостан России.
Находится на правом берегу реки Дёмы, возле горы Кайрактау (баш. Ҡайраҡтау — от назв. местности «ҡайраҡ» — точило, брусок и «тау» — гора). У юго-восточной окраины села впадает в Дёму река Елга.

## Население
| 2002 | 2009 | 2010 |
| ---- | ---- | ---- |
| 749  | ↗778 | ↘656 |

Согласно переписи 2002 года, преобладающая национальность — башкиры (100 %).

## Географическое положение
Расстояние до:
- районного центра (Раевский): 20 км,
- ближайшей железнодорожной станции (Раевка): 20 км,
- столицы Республики Башкортостан (Уфа): 136 км,
- города Туймазы: 156 км,
- города Стерлитамака: 68 км.

## Религия
В селе есть мечеть Кыпсак.